# Monte Whillans
Il Monte Whillans (in lingua inglese: Mount Whillans) è una montagna antartica, alta 870 m e situata 7 km a sudovest del Monte Stroschein delle Anderson Hills, nel settore settentrionale del Patuxent Range nei Monti Pensacola, in Antartide. 
La dorsale è stata mappata dall'United States Geological Survey (USGS) sulla base di rilevazioni e foto aeree scattate dalla U.S. Navy nel periodo 1956-66.
La denominazione è stata assegnata dall'Advisory Committee on Antarctic Names (US-ACAN), in onore di Ian M. Whillans, glaciologo presso la Stazione Palmer durante l'inverno 1967.